# August Hörig
Carl August Hörig (* 12. Februar 1834 in Düben; † 26. August 1884 in Bitterfeld) war ein deutscher Gewerkschafter und Sozialdemokrat.

## Leben und Wirken
Der in Düben geborene Hörig absolvierte als verwahrlostes Kind eine Lehre bei einem Schornsteinfeger. Da ihn dieser zu Betteln und zu Stehlen nötigte, musste er wiederholt Gefängnisstrafen verbüßen. Im Selbststudium erwarb Hörig, der später als Zigarrenarbeiter tätig war, umfangreiches Wissen. 1867 zog er nach Hamburg, wo er kurze Zeit später Bevollmächtigter der Zigarrenarbeitergewerkschaft und der Hamburger Lassalleaner wurde. Hörig, der als begabter Redner galt, hatte 1871 den Vorsitz des Komitees zur Reichstagswahl inne.
Hörig schrieb für das Hamburg-Altonaer Volksblatt, das in der Genossenschaftsdruckerei produziert wurde und arbeitete kurzzeitig auch als Redakteur der Zeitung. Als am 25. Oktober 1880 der Kleine Belagerungszustand in Kraft trat, musste Hörig als einer der ersten Sozialdemokraten die Hansestadt verlassen. Er betätigte sich fortan nicht mehr politisch und unterhielt bis Lebensende einen kleinen, wenig profitablen Zigarrenhandel.